# مدرسه (اسلام)

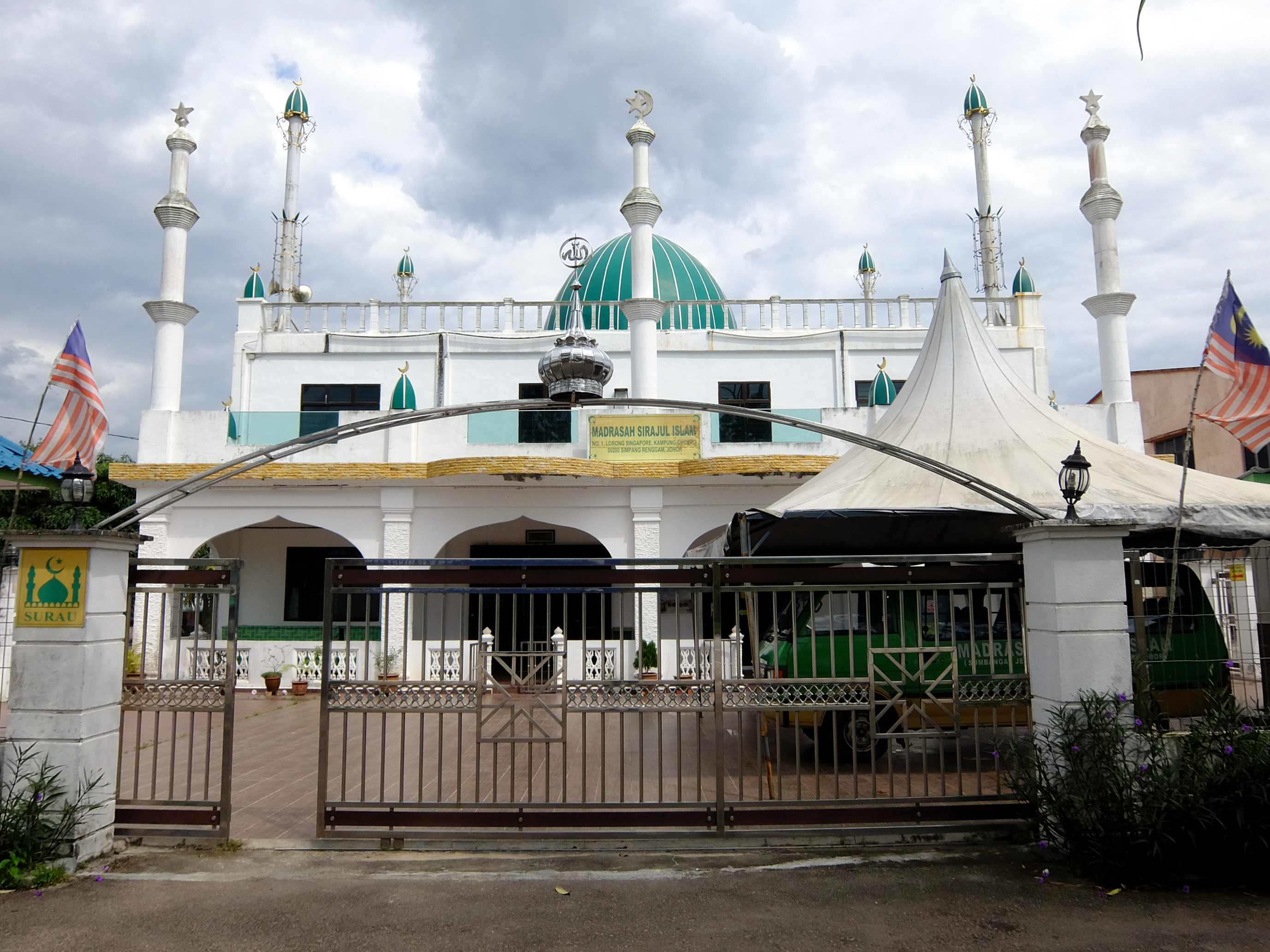
مدرسه

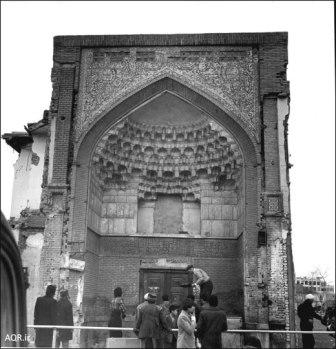
مدرسه باقریه در مشهد. محل تدریس محمدباقر سبزواری۱۰۵۱ه‍.ش (۱۰۸۳ ه‍. ق)

مدرسه در کاربرد اسلامی آن شامل مراکزی است که به صورت سنتی و با پیشینه زیاد به تعلیم دینی و علوم دیگر می‌پردازند.
مدرسه در زبان فارسی و عربی به صورت همان معنی عام مکان یادگیری هرگونه علم و دانش است. اما در اصطلاح اسلامی آن اولین بار به مراکز دینی و علمی سنتی گفته شده که درگذشته در سرزمین‌های اسلامی وجود داشته‌است. و امروزه اصطلاح Madrasah در زبان‌های اروپایی صرفاً به همین معنی است.
مدارس در اصطلاح اسلامی آن شامل مدارس عامه، خاصه، و جامع است که در زمینه‌های قرآنی و دینی و علمی فعالند.
در آغاز اسلام مدارس مدون وجود نداشته و نوجوانان در مکتب‌خانه ها، مساجد یا خانه‌ها به‌طور سنتی خواندن قرآن و در درجه بعد به‌طور عام خواندن و نوشتن می‌آموختند که جزو اولین آموخته‌های نوجوانان مسلمان بوده‌است.
اولین مدرسه در آغاز اسلام را می‌توان خانه ارقم بن ابی ارقم در مکه دانست که مسلمانان در آنجا برای شنیدن سخنان محمد، پیامبر اسلام و کلام قرآن و راهنمایی معنوی وی جمع می‌شدند.
بعدها مدارس بزرگی چون نظامیه‌ها و حوزه‌های علمیه در اسلام شکل گرفت و مدون شد.